# Javna agencija Republike Slovenije za zdravila in medicinske pripomočke
Javna agencija Republike Slovenije za zdravila in medicinske pripomočke (kratica: JAZMP) je pristojni organ za zdravila in medicinske pripomočke v Republiki Sloveniji. Nastala je 1. 1. 2007 z združitvijo Agencije RS za zdravila in medicinske pripomočke (ARSZMP) ter Zavoda za farmacijo in za preizkušanje zdravil – Ljubljana (ZAF) ter kot nova pravna oseba prevzela vse pravice in obveznosti obeh predhodnic. Je neodvisen regulatorni organ, pristojen za zdravila in medicinske pripomočke na področju humane in veterinarske medicine, z namenom, da se zagotovi varovanje javnega zdravja na področju zdravil in medicinskih pripomočkov.